# Bo Hopkins
Bo Hopkins, właśc. William Mauldin Hopkins (ur. 2 lutego 1938 w Greenville, zm. 28 maja 2022 w Van Nuys) – amerykański aktor i producent telewizyjny i filmowy.

## Życiorys

### Wczesne lata
Urodził się w Greenville w stanie Karolina Południowa. Gdy miał dziewięć miesięcy, został adoptowany. Dorastał jako „Billy”. Jego przybrany ojciec pracował w młynie w Taylors w stanie Karolina Południowa. Kiedy jego zastępczy ojciec zmarł na atak serca w wieku 39 lat, miesiąc później rodzina przeniosła się do nowej siedziby w Ware Shoals, gdzie jego dziadek i wujkowie pracowali przy innym młynie. Jego matka wyszła ponownie za mąż za mężczyznę o nazwisku Davis. Hopkins nie dogadywał się ze swoim nowym ojczymem i po kilkakrotnej ucieczce z domu został wysłany do dziadków. W wieku 12 lat po raz pierwszy spotkał swoją matkę, która żyła w Lockhart, a także poznał swoje przyrodnie siostry i przyrodniego brata.
W wieku 16 lat odbył służbę wojskową w Armii Stanów Zjednoczonych. Przez dziewięć miesięcy służył w Korei. Studiował aktorstwo pod kierunkiem instruktorki dramatu Uty Hagen w Nowym Jorku, naukę kontynuował w szkole Desilu Playhouse w Hollywood.

### Kariera
Doświadczenie aktorskie zdobywał w letnich giełdowych produkcjach scenicznych. Na początku aktorskiej kariery zmienił imię na Bo, które zaczerpnął od swojej debiutanckiej roli teatralnej Bo Deckera, zuchwałego młodego kowboja o chamskich manierach w sztuce Williama Inge’a Przystanek autobusowy, w której grał na off-Broadwayu.
Po raz pierwszy trafił na mały ekran w sitcomie ABC Pruittowie z Long Island (The Pruitts of Southampton, 1966). Potem często gościnnie występował w kultowych serialach westernach: ABC Strzelby Willa Sonnetta (The Guns of Will Sonnett, 1967), NBC – Człowiek z Shiloh (The Virginian, 1967), Bonanza (1969) i Nichols (1972) oraz CBS – Gunsmoke (Prawo strzelby, 1967) i Dziki Dziki Zachód (The Wild Wild West, 1967).
Po debiutanckim filmie kinowym The Thousand Plane Raid (1969), zwrócił na siebie uwagę jako Clarence „Szalony” Lee w westernie Sama Peckinpaha Dzika banda (The Wild Bunch, 1969) u boku Ernesta Borgnine. U Peckinpaha zagrał potem w filmie Ucieczka gangstera (The Getaway, 1972) ze Steve’em McQueenem i Ali MacGraw. Stał się specjalistą od drugoplanowych ról charakterystycznych w filmach akcji i westernach. Często grywał prostaków lub szeryfów. W Balladzie o małym Jo (The Ballad of Little Jo, 1993) zagrał rewolwerowca, którego najlepszym przyjacielem przez 30 lat okazała się być kobieta. W dramacie kryminalnym neo-noir Pokerzyści (Shade, 2003) wystąpił jako skorumpowany policjant.
Pojawił się w też serialach: CBS Hawaii Five-O (1973), ABC Aniołki Charliego (Charlie’s Angels, 1976, 1979), ABC Fantastyczna wyspa (Fantasy Island, 1982), NBC Drużyna A (The A Team, 1984), ABC Hotel (1984) oraz CBS Strach na wróble i pani King (Scarecrow and Mrs. King, 1985). W 1981 został obsadzony w roli współczesnego kowboja Matthew Blaisdela w operze mydlanej ABC Dynastia (Dynasty). W drugim sezonie serii Matthew Blaisdel został uznany za zmarłego, zanim w 1987 powrócił żywy z blizną na twarzy w finale siódmego sezonu i został zabity na początku ósmego sezonu.
W 1995 otrzymał nagrodę Złotego Buta (Golden Boot Award).
Ostatnią jego rolą kinową przed śmiercią, była autentyczna postać Papawa Vance’a, dziadka J.D.’a, w dramacie Rona Howarda Elegia dla bidoków (Hillbilly Elegy, 2020) z Glenn Close, na podstawie książki pod tym samym tytułem, która była numerem jeden na liście bestsellerów „The New York Times”.

## Życie prywatne
30 października 1959 ożenił się z Normą Lee Woodle, z którą miał córkę Jane. 15 sierpnia 1962 doszło do rozwodu. W latach 1973–1975 był związany z Sondrą Locke. W 1989 poślubił Sian Eleanor Green, z którą ma syna Matthew.

### Śmierć
Zmarł 28 maja 2022 w szpitalu w Van Nuys na zawał serca w wieku 84 lat.

## Filmografia

### Filmy fabularne
- 1969: The Thousand Plane Raid jako kpt. Douglas
- 1969: Dzika banda (The Wild Bunch) jako Clarence 'Szalony' Lee
- 1969: Most na Renie (The Bridge at Remagen) jako kapral Grebs
- 1970: Bitwa o whisky (The Moonshine War) jako Bud Blackwell
- 1970: Macho Callahan jako Yancy
- 1972: Bydło Culpeppera (The Culpepper Cattle Co.) jako Dixie Brick
- 1972: Ucieczka gangstera (The Getaway) jako Frank Jackson
- 1973: Człowiek który kochał 'Tańczącą Kotkę' (The Man Who Loved Cat Dancing) jako Billy Bowen
- 1973: Amerykańskie graffiti (American Graffiti) jako Joe Young
- 1974: Biała błyskawica (White Lightning) jako Roy Boone
- 1974: The Nickel Ride jako Turner
- 1975: Dzień szarańczy (The Day of the Locust) jako Earle Shoop
- 1975: Oddział (Posse) jako Wesley
- 1975: Elita zabójców (The Killer Elite) jako Jerome Miller
- 1976: Miasteczko w Teksasie (A Small Town in Texas) szeryf Ulysses „Duke” Calley / szeryf Terence „Tygrys” Jameson
- 1977: Macki (Tentacoli) jako Will Gleason
- 1978: The Fifth Floor jako Carl
- 1978: Midnight Express jako „Tex”
- 1979: Więcej amerykańskiego graffiti (More American Graffiti) jako Mały Joe
- 1983: Słodka szesnastka (Sweet Sixteen) jako szeryf Dan Burke
- 1984: Mutant jako szeryf Will Stewart
- 1985: Co się dzieje wokoło (What Comes Around) jako Tom Hawkins
- 1986: Sam Houston: Legenda Teksasu (Gone to Texas) jako pułkownik Sidney Sherman
- 1986: Święta w górach (A Smoky Mountain Christmas) jako
- 1990: Wielki, zły John (Big Bad John) jako Lester
- 1992: Inside Monkey Zetterland jako Mike Zetterland
- 1993: Ballada o małym Jo (The Ballad of Little Jo) jako Frank Badger
- 1994: Zabójcze radio (Radioland Murders) jako ojciec Billy’ego
- 1994: Wyatt Earp: Powrót do Tombstone (Wyatt Earp: Return to Tombstone) jako Rattlesnake Reynolds
- 1997: Droga przez piekło (U Turn) jako Ed
- 1998: Odwieczny wróg (Phantoms) jako agent Hawthorne
- 1998: Bracia Newton (The Newton Boys) jako K.P. Aldrich
- 1999: Od zmierzchu do świtu 2 (From Dusk Till Dawn 2: Texas Blood Money) jako szeryf Otis Lawson
- 2000: Na południe od nieba, na zachód od piekła (South of Heaven, West of Hell) jako ‘Doc’ Angus Dunfries
- 2001: Zło pod podłogą (A Crack in the Floor) jako szeryf Talmidge
- 2003: Pokerzyści (Shade) jako Scarne
- 2020: Elegia dla bidoków (Hillbilly Elegy) jako Papaw

### Seriale TV
- 1966: Pruittowie z Long Island (The Pruitts of Southampton) jako Chub
- 1967: Człowiek z Shiloh (The Virginian) jako Will
- 1967: Gunsmoke (Prawo strzelby) jako Harper Haggen
- 1967: Dziki Dziki Zachód (The Wild Wild West) jako Zack Garrison
- 1968: Strzelby Willa Sonnetta (The Guns of Will Sonnett) jako Wes Redford
- 1969: Bonanza jako Stretch Logan
- 1972: Ironside jako Gregg Hewitt
- 1972: Nichols jako Kansas
- 1973: Hawaii Five-O jako Jeb
- 1975: Barnaby Jones jako Ken Morley
- 1976: Aniołki Charliego (Charlie’s Angels) jako Beau Creel
- 1978–1979: Prywatny detektyw Jim Rockford (The Rockford Files) jako John Cooper
- 1979: Aniołki Charliego (Charlie’s Angels) jako Wes Anderson
- 1981: Dynastia (Dynasty) jako Matthew Blaisdel
- 1982: Fantastyczna wyspa (Fantasy Island) jako Harry
- 1984: Hotel jako Walt Solanski
- 1984: Drużyna A (The A Team) jako Charles Drew
- 1985: Strach na wróble i pani King (Scarecrow and Mrs. King) jako Nick Cross
- 1987: Dynastia (Dynasty) jako Matthew Blaisdel